# Marcelo Aguirre
Marcelo Aguirre (* 21. Januar 1993 in Asunción) ist ein paraguayischer Tischtennisspieler. Er ist bis jetzt (Stand 2019) der jüngste männliche Tischtennisspieler, der jemals an Olympischen Spielen teilgenommen hat.

## Werdegang
Marcelo Aguirre qualifizierte sich 2008 für die Teilnahme am Einzelwettbewerb der Olympischen Spiele in Peking. Er war damals 15 Jahre und 211 Tage alt und ist somit der jüngste männliche Tischtennisspieler bei Olympischen Spielen (Stand 2019). Dabei schied er bereits in der Vorrunde gegen den Nordkoreaner Jang Song-Man aus. 2012 trat er wieder im Einzel bei den Olympischen Spielen an. Hier verlor er ebenfalls das erste Spiel gegen Oleksandr Didukh aus der Ukraine.
Marcelo Aguirre wurde noch für die Tischtennisweltmeisterschaften 2009, 2010, 2012 und 2013 nominiert, kam dabei aber nie in die Nähe von Medaillenrängen. 2011 belegte er im Latein-Amerikanischen Cup Platz zwei im Einzel.
2016 nahm er das ditte Mal an Olympischen Spielen teil, auch in Rio de Janeiro schied er bereits in der Vorrunde aus.
In der Saison 2018/19 spielte er in der deutschen Bundesliga für TTC Zugbrücke Grenzau, danach wurde er von Werder Bremen verpflichtet.

## Turnierergebnisse
| Verband | Veranstaltung               | Jahr | Ort                 | Land | Einzel        | Doppel | Mixed         | Team |
| ------- | --------------------------- | ---- | ------------------- | ---- | ------------- | ------ | ------------- | ---- |
| PAR     | Lateinamerika Cup           | 2011 | Rio de Janeiro      | BRA  | Silber        |        |               |      |
| PAR     | Olympische Spiele           | 2012 | London              | ENG  | letzte 128    |        |               |      |
| PAR     | Olympische Spiele           | 2008 | Peking              | CHN  | Qual          |        |               |      |
| PAR     | Panamerikanische Spiele     | 2011 | Guadalajara         | MEX  | Viertelfinale |        |               |      |
| PAR     | Weltmeisterschaft           | 2013 | Paris               | FRA  | Qual.         | Qual.  |               |      |
| PAR     | Weltmeisterschaft           | 2012 | Dortmund            | GER  |               |        |               | 49   |
| PAR     | Weltmeisterschaft           | 2010 | Moskau              | RUS  |               |        |               | 73   |
| PAR     | Weltmeisterschaft           | 2009 | Yokohama            | JPN  | Qual          | Qual   |               |      |
| PAR     | Jugend-Weltmeisterschaft    | 2010 | Bratislava          | SVK  | letzte 16     |        | Viertelfinale |      |
| PAR     | World Junior Circuit        | 2010 | Buenos Aires        | ARG  | Silber        |        |               |      |
| PAR     | World Junior Circuit        | 2010 | Seligenstadt        | GER  | Viertelfinale |        |               |      |
| PAR     | World Junior Circuit        | 2009 | Coquimbo            | CHI  | Viertelfinale |        |               |      |
| PAR     | World Junior Circuit        | 2009 | Buenos Aires        | ARG  | Silber        |        |               |      |
| PAR     | World Junior Circuit        | 2009 | Hong Kong           | HKG  | Viertelfinale |        |               |      |
| PAR     | World Junior Circuit        | 2009 | Kairo               | EGY  | Viertelfinale |        |               |      |
| PAR     | World Junior Circuit        | 2009 | Doha                | QAT  | Silber        |        |               |      |
| PAR     | World Junior Circuit        | 2009 | Manama              | BRN  | Viertelfinale |        |               |      |
| PAR     | World Junior Circuit        | 2008 | Cartegena de Indias | COL  | Gold          |        |               |      |
| PAR     | World Junior Circuit        | 2008 | Doha                | QAT  | Halbfinale    |        |               |      |
| PAR     | World Junior Circuit        | 2008 | Manama              | BRN  | Viertelfinale |        |               |      |
| PAR     | World Junior Circuit        | 2007 | San Salvador        | ESA  | Viertelfinale |        |               |      |
| PAR     | World Junior Circuit        | 2007 | Cuenca              | ECU  | Viertelfinale |        |               |      |
| PAR     | World Junior Circuit        | 2007 | Viña del Mar        | CHI  | Gold          |        |               |      |
| PAR     | World Junior Circuit Finals | 2009 | Tokio               | JPN  | Viertelfinale |        |               |      |